# ای‌تی اینترنت
ای‌تی اینترنت (انگلیسی: AT Internet) شرکت خصوصی  فرانسوی در زمینه آنالیز وب است، که در سال ۱۹۹۵ تأسیس شد‌.